# Ski-Orientierungslauf-Weltmeisterschaften 2011
Die 19. Ski-Orientierungslauf-Weltmeisterschaften fanden vom 20. März bis 28. März 2011 in der Gegend um Tänndalen in der Gemeinde Härjedalen, Schweden statt.

## Herren

### Sprint
| Platz | Land | Athlet                | Zeit      |
| ----- | ---- | --------------------- | --------- |
| 1     | FIN  | Olli-Markus Taivainen | 18:04 min |
| 2     | FIN  | Staffan Tunis         | 18:07 min |
| 3     | SWE  | Peter Arnesson        | 18:27 min |
| 4     | NOR  | Hans Jørgen Kvåle     | 18:45 min |
| 5     | FIN  | Matti Keskinarkaus    | 18:51 min |
| 6     | SWE  | Erik Rost             | 19:01 min |

Titelverteidiger:  Andrei Lamow

Länge: 4,1 km

Höhenmeter: 140

Posten: 15

Teilnehmer: 79

### Mitteldistanz
| Platz | Land | Athlet          | Zeit      |
| ----- | ---- | --------------- | --------- |
| 1     | FIN  | Staffan Tunis   | 40:13 min |
| 2     | RUS  | Andrei Lamow    | 40:35 min |
| 3     | SWE  | Peter Arnesson  | 41:42 min |
| 4     | RUS  | Kirill Wesselow | 41:53 min |
| 5     | SWE  | Erik Rost       | 42:36 min |
| 6     | SWE  | Johan Granath   | 38:30 min |

Titelverteidiger:  Olli-Markus Taivainen

Länge: 11,1 km

Höhenmeter: 

Posten: 25

Teilnehmer: 78

### Langdistanz
| Platz | Land | Athlet             | Zeit      |
| ----- | ---- | ------------------ | --------- |
| 1     | RUS  | Andrei Grigorjew   | 1:42:43 h |
| 2     | FIN  | Staffan Tunis      | 1:42:46 h |
| 3     | RUS  | Wladimir Barchukow | 1:43:21 h |
| 4     | SWE  | Erik Rost          | 1:44:32 h |
| 5     | SWE  | Peter Arnesson     | 1:45:02 h |
| 6     | CZE  | Ondřej Vodrážka    | 1:45:44 h |

Titelverteidiger:  Andrei Lamow

Länge: 25,0 km

Höhenmeter: 880

Posten: 34

Teilnehmer: 65

### Staffel
| Platz | Land | Athleten                                               | Zeit      |
| ----- | ---- | ------------------------------------------------------ | --------- |
| 1     | FIN  | Olli-Markus Taivainen Matti Keskinarkaus Staffan Tunis | 1:32:29 h |
| 2     | SWE  | Johan Granath Erik Rost Peter Arnesson                 | 1:33:27 h |
| 3     | NOR  | Eivind Tonna Hans Jørgen Kvåle Lars Hol Moholdt        | 1:33:51 h |
| 4     | RUS  | Wladimir Barchukow Andrei Grigorjew Andrei Lamow       | 1:33:58 h |
| 5     | SUI  | Andrin Kappenberger Christian Hohl Gion Schnyder       | 1:39:53 h |
| 6     | CZE  | Jiří Bouchal Jakub Škoda Ondřej Vodrážka               | 1:40:15 h |

Titelverteidiger:  Teemu Köngäs, Matti Keskinarkaus, Staffan Tunis

Länge: 3 Runden à 8,0 km

Höhenmeter: jew. 250

Posten: 

Teilnehmer: 18 Staffeln

## Damen

### Sprint
| Platz | Land | Athlet               | Zeit      |
| ----- | ---- | -------------------- | --------- |
| 1     | SWE  | Tove Alexandersson   | 15:11 min |
| 2     | SWE  | Helene Söderlund     | 15:14 min |
| 3     | FIN  | Liisa Anttila        | 15:24 min |
| 4     | RUS  | Tatjana Koslowa      | 15:26 min |
| 5     | NOR  | Barbro Kvåle         | 15:39 min |
| 6     | NOR  | Stine Olsen Kirkevik | 15:44 min |

Titelverteidigerin:  Hannele Tonna

Länge: 3,1 km

Höhenmeter: 100

Posten: 13

Teilnehmerinnen: 53

### Mitteldistanz
| Platz | Land | Athlet               | Zeit      |
| ----- | ---- | -------------------- | --------- |
| 1     | RUS  | Polina Maltschikowa  | 39:52 min |
| 2     | RUS  | Aljona Trapeznikowa  | 40:27 min |
| 3     | NOR  | Stine Olsen Kirkevik | 40:28 min |
| 4     | SWE  | Josefine Engström    | 42:00 min |
| 5     | NOR  | Marte Reenaas        | 42:18 min |
| 6     | FIN  | Hannele Tonna        | 42:44 min |

Titelverteidigerin:  Tatjana Wlassowa

Länge: 8,3 km

Höhenmeter: 

Posten: 19

Teilnehmerinnen: 52

### Langdistanz
| Platz | Land | Athlet              | Zeit      |
| ----- | ---- | ------------------- | --------- |
| 1     | SWE  | Helene Söderlund    | 1:20:52 h |
| 2     | RUS  | Tatjana Koslowa     | 1:22:28 h |
| 3     | NOR  | Marte Reenaas       | 1:23:01 h |
| 4     | CZE  | Hana Hančíková      | 1:24:17 h |
| 5     | RUS  | Polina Maltschikowa | 1:24:51 h |
| 6     | FIN  | Liisa Anttila       | 1:25:10 h |

Titelverteidigerin:  Anastasia Krawtschenko

Länge: 18,1 km

Höhenmeter: 700

Posten: 29

Teilnehmerinnen: 48

### Staffel
| Platz | Land | Athleten                                                | Zeit      |
| ----- | ---- | ------------------------------------------------------- | --------- |
| 1     | RUS  | Aljona Trapeznikowa Tatjana Koslowa Polina Maltschikowa | 1:23:45 h |
| 2     | NOR  | Barbro Kvåle Stine Olsen Kirkevik Marte Reenaas         | 1:24:16 h |
| 3     | FIN  | Marjut Turunen Liisa Anttila Hannele Tonna              | 1:27:05 h |
| 4     | SWE  | Kajsa Richardsson Josefine Engström Helene Söderlund    | 1:27:47 h |
| 5     | CZE  | Helena Randáková Simona Karochová Hana Hančíková        | 1:35:22 h |
| 6     | SUI  | Carmen Strub Ladina Lechner Yvonne Gantenbein           | 1:35:47 h |

Titelverteidigerinnen:  Marie Ohlsson, Josefine Engström, Helene Söderlund

Länge: 3 Runden à 6,0 km

Höhenmeter: jew. 150

Posten: 

Teilnehmer: 12 Staffeln

## Mixed-Teamstaffel
| Platz | Land | Athleten                               | Zeit      |
| ----- | ---- | -------------------------------------- | --------- |
| 1     | RUS  | Andrei Grigorjew Polina Maltschikowa   | 1:05:19 h |
| 2     | SWE  | Peter Arnesson Helene Söderlund        | 1:05:59 h |
| 3     | FIN  | Matti Keskinarkaus Liisa Anttila       | 1:06:04 h |
| 4     | NOR  | Hans Jørgen Kvåle Stine Olsen Kirkevik | 1:06:23 h |
| 5     | CZE  | Ondřej Vodrážka Hana Hančíková         | 1:08:37 h |
| 6     | KAZ  | Michail Sorokin Olga Nowikowa          | 1:35:47 h |

Titelverteidiger: (neuer Wettbewerb)

Länge: 3 Runden à 2,5 km (Männer)/3 Runden à 2,0 km (Frauen)

Höhenmeter: jew. 70 (Männer/Frauen)

Posten: 6–8 (Männer)/6 (Frauen)

Teilnehmer: 23 Staffeln

## Medaillenspiegel
| Platz | Land     | Gold | Silber | Bronze | Gesamt |
| ----- | -------- | ---- | ------ | ------ | ------ |
| 1     | Russland | 4    | 3      | 1      | 8      |
| 2     | Finnland | 3    | 2      | 3      | 8      |
| 3     | Schweden | 2    | 3      | 2      | 7      |
| 4     | Norwegen | -    | 1      | 3      | 4      |

## Erfolgreichste Teilnehmer
| Platz | Athlet/in             | Gold | Silber | Bronze | Gesamt |
| ----- | --------------------- | ---- | ------ | ------ | ------ |
| 1     | Polina Maltschikowa   | 3    | -      | -      | 3      |
| 2     | Staffan Tunis         | 2    | 2      | -      | 4      |
| 3     | Andrei Grigorjew      | 2    | -      | -      | 2      |
| 3     | Olli-Markus Taivainen | 2    | -      | -      | 2      |
| 5     | Helene Söderlund      | 1    | 2      | -      | 3      |
| 6     | Tatjana Koslowa       | 1    | 1      | -      | 2      |
| 6     | Aljona Trapeznikowa   | 1    | 1      | -      | 2      |
| 8     | Matti Keskinarkaus    | 1    | -      | 1      | 2      |